# Dothidea cereidis
Dothidea cereidis är en svampart som beskrevs av Cooke 1885. Dothidea cereidis ingår i släktet Dothidea och familjen Dothideaceae.   Inga underarter finns listade i Catalogue of Life.